# Blown Away (песня)
«Blown Away» — второй сингл американской кантри-певицы Кэрри Андервуд с её четвёртого студийного альбома Blown Away, вышедший в июле 2012 года на лейбле Arista Nashville. Авторами стали Крис Томпкинс и Джош Кир.
Песня получила положительные отзывы музыкальных критиков и несколько номинаций и наград, включая две премии Грэмми в категориях «Лучшая кантри-песня» и «Лучшее сольное кантри-исполнение».
К январю 2020 года сингл был сертифицирован в 4-кратном платиновом статусе RIAA.

## История
Авторы песен Крис Томпкинс и Джош Кир, ранее написавшие «Before He Cheats» для дебютного альбома Андервуд Some Hearts (2005), изначально работали над «Blown Away», не ориентируясь на конкретного исполнителя. Сначала они написали барабанные и струнные партии для вступления и куплетов. Томпкинс начинал играть на клавишных, чтобы найти подходящий звуковой эффект для вступления, и в итоге остановился на том, что звучал как грозовые раскаты. «Я думаю, что это как раз и привело нас к началу большой работы. Тогда мы только начали создавать эту песню», — сказал он.
Затем соавторы придумали первый куплет песни: «Молнии с сухим треском расчерчивают небо / Грозовые тучи сгущаются в её глазах / Отец был подлым старикашкой / Мама — ангелом, покоящимся в земле / Синоптик обещал ураган / А она молилась, чтобы тот снёс всё». При этом Кир отмечал, что у них не было намерения написать мрачную песню о смерти. По словам Кира и Томпкинса, когда они написали перед припевом строчку «В Оклахоме маловато дождей / Чтобы смыть все грехи с этого дома», то уже оба знали, что теперь это песня Кэрри Андервуд, поскольку этот штат является для неё родным. «Мы знали, что если мы будем придерживаться такого текста, то это будет песня Кэрри, или же, может быть, никто так никогда и не запишет её», — комментировал Кир.
После того, как тема песни была определена, авторы хотели сделать песню более драматичной. «Blown Away» рассказывает историю девушки, запирающейся в подвале, в то время как её отец-алкоголик отключился, лёжа на диване в момент надвигающегося торнадо. Андервуд рассказала, что именно «Blown Away» была песней, которая определила направление альбома, и вспомнила, как впервые услышала демо:
«Я слушала его через свои дрянные компьютерные колонки, а затем мне пришлось искать свои наушники, потому что, как только я прослушала несколько тактов, мне пришлось слушать более внимательно, и тогда меня охватил озноб. Я помню, где я была, когда услышала трек и позвонила своему менеджеру, Энн: „Не позволяйте никому брать эту песню! Это моя песня“. Разговаривая об этом с Крисом и Джошем, они [сказали мне]: „Мы решили, что либо пишем песню для Кэрри Андервуд, либо эта песня никогда не увидит свет“. Мне было так хорошо, что они думали обо мне, когда создавали её»
Как отметил интервьюер Курт Вольф, «мелодия и общее звучание песни также выделяются как нечто свежее и очень необычное». Томпкинс объяснил Вольфу, что «Blown Away» была «попыткой создания „мелодичного попа“», который был бы «уникален» по своему звучанию, но все же сохранял стилистику кантри. Томпкинс также отметил, что «Blown Away» «больше не моя песня и песня Джоша; теперь это песня Кэрри. Она полностью её. Песня и есть Кэрри. Это не та песня, которая могла быть предложена кому-то другому. Это совершенно другой тип песни для Кэрри. У неё много поп-элементов, и я слушаю много разной популярной музыки, но я слушаю всё, от Рэнди Ньюмана до Моцарта, Рианны и Steely Dan. Я думаю, всё это отражается в моей музыке, и думаю, что это нашло отражение в „Blown Away“»
Мелодически «Blown Away» написана в тональности ля минор с темпом 134 удара в минуту. Диапазон голоса Андервуд во время исполнения композиции варьируется от низкой ноты G3 до высокой ноты E5.

## Отзывы
Песня получила положительные отзывы музыкальных изданий и критиков, в том числе от таких изданий как Roughstock, Taste of Country, USA Today, Engine 145, и в итоге получила две премии Грэмми на 55-й церемонии в категориях «Лучшая кантри-песня» и «Лучшее сольное кантри-исполнение».
Рецензент журнала Billboard считает, что «задумчивая, атмосферная» постановка Марка Брайта и вокальное исполнение Андервуд «превратят эту кинематографическую мелодию в настоящую классику». Далее он прокомментировал: «Когда во время надвигающегося торнадо девочка закрывается в подвале, оставив своего отца-алкоголика без сознания на диване, вы почти чувствуете ветер». Микаэль Вуд из газеты Los Angeles Times написал, что песня подтверждает описание альбома как «поворот к тьме от певицы, которая когда-то впервые возглавила чарт кантри с песней „Jesus, Take the Wheel“». Обозреватель USA Today Брайан Мэнсфилд считает, что «синтезаторы, звуки струнных, вокальные наложения и эхо гитары» драматически объединились, создав ощущение «нео-80-х — ощущается оклахомская версия Eurythmics».
Песня «Blown Away» получила максимальную пятизвёздочную оценку от Билли Дьюка из издания Taste of Country, который назвал её «рискованной, но неотразимой». Он также похвалил Андервуд за запись более мрачного материала, чем её предыдущие синглы. Также поставив треку пять звёзд, Бобби Пикок из Roughstock назвал его «более грандиозным», чем предыдущие усилия Андервуд, также заявив, что он «заявляет о себе тем, что звучит как ничто другое по радио». Крис Ричардс из газеты The Washington Post дал более сдержанную оценку песни, считая текст «захватывающим», но уступающим в инструментовке работам Тейлор Свифт.

## Награды и номинации
| Год  | Получатель   | Награда                          | Категория                                     | Результат |
| ---- | ------------ | -------------------------------- | --------------------------------------------- | --------- |
| 2013 | «Blown Away» | American Country Awards          | Женский видеоклип года                        | Победа    |
| 2013 | «Blown Away» | Country Music Association Awards | Музыкальный видеоклип года                    | Номинация |
| 2013 | «Blown Away» | CMT Music Awards                 | Видеоклип года                                | Победа    |
| 2013 | «Blown Away» | Премия «Грэмми»                  | Лучшая кантри-песня                           | Победа    |
| 2013 | «Blown Away» | Премия «Грэмми»                  | Лучшее сольное кантри-выступление             | Победа    |
| 2013 | «Blown Away» | World Music Awards               | Лучшая песня в мире (англ. World’s Best Song) | Номинация |

## Коммерческий успех
Вслед за релизом альбома сингл «Blown Away» дебютировал на 22-м месте в чарте Hot Digital Songs с тиражом 66 000 экземпляров. В итоге он достиг 15-й позиции, оставаясь в чарте в общей сложности 35 недель. В основном американском хит-параде Hot 100 «Blown Away» поднялся до 20-го места, оставаясь в чарте 22 недели; по итогам 2021 года он занял 70-е место среди лучших песен всех жанров. 6 сентября 2021 года песня стала 16-м синглом Андервуд, попавшим в лучшую десятку Country Airplay, что является рекордным результатом среди женщин за все время существования этого чарта. 15 октября сингл занял там первое место, став для певицы её 13-м номером один. Он оставался там в течение второй недели, что сделало Андервуд единственной певицей 2012 года, песни которой три недели занимали первое место в чарте, поскольку её предыдущий сингл «Good Girl» также побывал на первом месте. К январю 2020 года сингл был четырежды сертифицирован RIAA как платиновый, а альбом — трижды. К февралю 2016 года тираж «Blown Away» превысил 2,8 миллионов цифровых копий.
«Blown Away» также достиг первого места в канадском чарте Canada Country, 27-го места в хит-параде Canadian Hot 100, и стал второй песней исполнительницы, попавшей в чарты Великобритании (хотя официальный релиз сингла там не осуществлялся)

## Музыкальное видео
Музыкальное видео снял режиссёр Рэнди Сент-Николас, премьера клипа прошла 30 июля 2012 года на кабельном и спутниковом телеканале E! Online. Также кантри-радиостанция Сан-Антонио выиграла национальный конкурс на его эксклюзивную премьеру.
Видео начинается с того, что девочка (молодая Андервуд) занимается учёбой, находясь дома. Затем приходит её отец и спрашивает, не нужна ли ей помощь. Она отклоняет его предложение, но начинает собирать свои вещи, чтобы выйти из комнаты. Когда она встаёт, отец хватает её за руку, но ей удаётся отстраниться и уйти. Андервуд заявила, что у этой сцены не было сценария, и что её разыграли так, как на их взгляд это могло произойти.
По мере того как видео продолжается, девушка стоит посреди кладбища, ходит вокруг и смотрит на тёмные грозовые облака. Она бежит обратно в свой дом по старой разрушенной дороге из жёлтого кирпича, похожей на ту, что есть в «Волшебнике страны Оз». Она входит в дом и видит, как её отец спит на диване с бутылкой спиртного. Она сидит рядом с ним, вспоминая моменты, когда он в пьяном состоянии вымещал на ней свой гнев. Она безуспешно пытается разбудить его, но понимает, что её отец потерял сознание. Выглянув в окно, она видит, что гроза усиливается. Опасаясь торнадо, девушка в одиночестве бежит в подвал, чтобы защитить себя. На следующий день от дома не осталось и следа.
Музыкальное видео получило награду «Видео года» на церемонии 2013 года CMT Music Awards.

## Концертные исполнения
Андервуд исполнила «Blown Away» на шоу American Idol 3 мая 2012 года, которое пришлось неделю выхода альбома. Эми Скиарретто из Taste of Country подытожила выступление, написав: «Андервуд поднималась на ступеньках во время выступления, на экранах позади неё ревели грозовые тучи. Она была залита светом, в то время как у её ног клубился дым». В том же году она исполнила песню на Billboard Music Awards 2012 в мае и 2012 Country Music Association Awards в ноябре.
В 2013 году Андервуд снова выступила с «Blown Away» на той же церемонии награждения, на этот раз в попурри с «Good Girl», «See You Again» и «Two Black Cadillacs». В том же году она исполнила акустическую версию песни во время 55-й ежегодной церемонии «Грэмми». Также «Blown Away» неоднократно исполнялась на бис во время турне Blown Away Tour (2012—13), вместе с песней «I Know You Won’t».

## Чарты и сертификация
| Чарт (2012)                         | Высшая позиция |
| ----------------------------------- | -------------- |
| Канада (Billboard Canadian Hot 100) | 27             |
| Канада (Billboard Country)          | 1              |
| Шотландия (OCC Scotland)            | 100            |
| Великобритания (UK Singles, OCC)    | 155            |
| США (Billboard Hot 100)             | 20             |
| США (Billboard Adult Pop Airplay)   | 31             |
| США (Billboard Country Airplay)     | 1              |
| США (Billboard Hot Country Songs)   | 2              |

| Регион | Провайдер    | Сертификация                 |
| ------ | ------------ | ---------------------------- |
| Канада | Music Canada | Платиновый (80,000)          |
| США    | RIAA         | 4-кр. платиновый (2,819,000) |

| Чарт (2012)                    | Позиция |
| ------------------------------ | ------- |
| США (Billboard Hot 100)        | 70      |
| США (Country Songs, Billboard) | 32      |

| Чарт (2013)                        | Позиция |
| ---------------------------------- | ------- |
| США (Hot Country Songs, Billboard) | 45      |